# 枋橋城

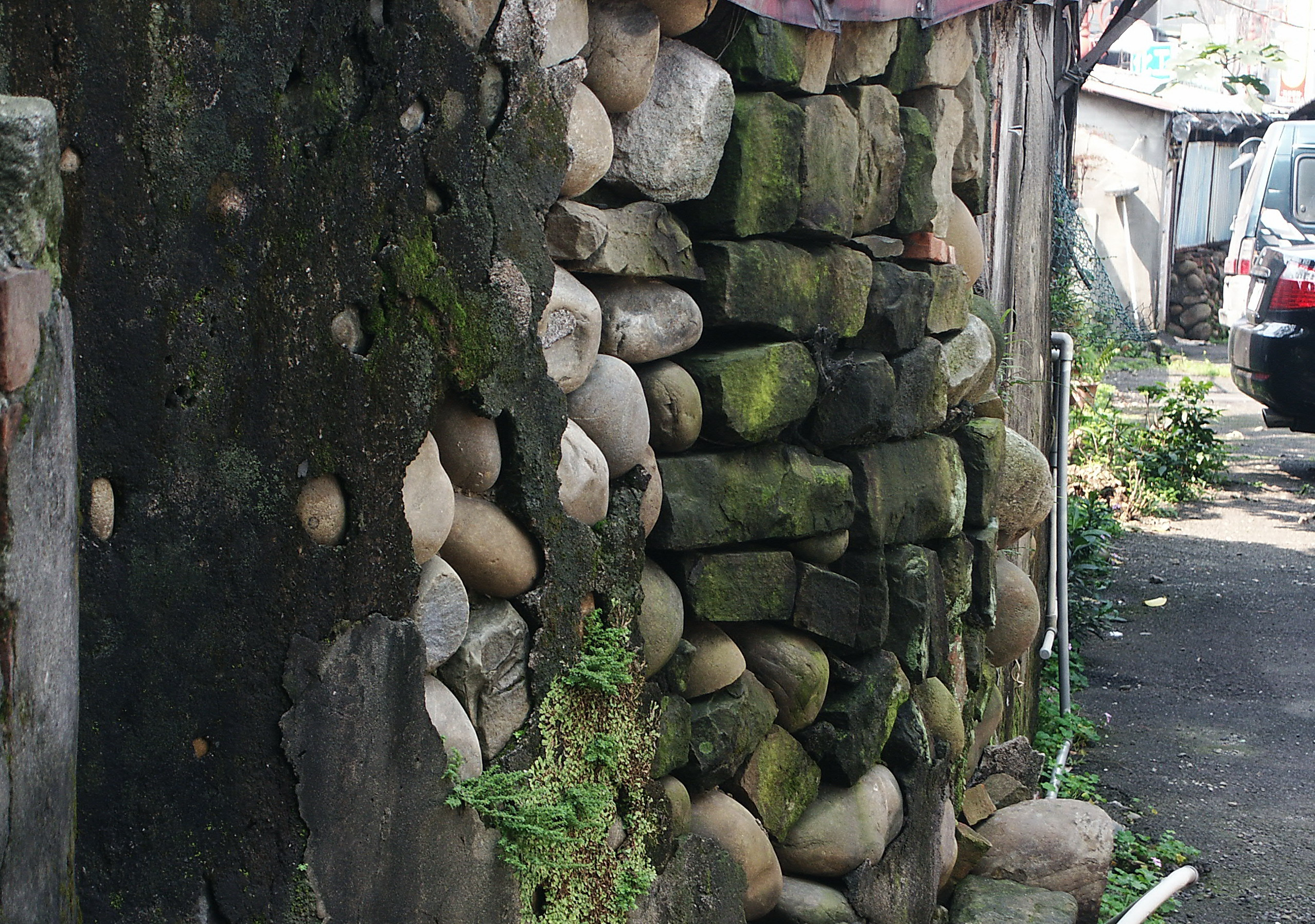
板橋古城殘壁

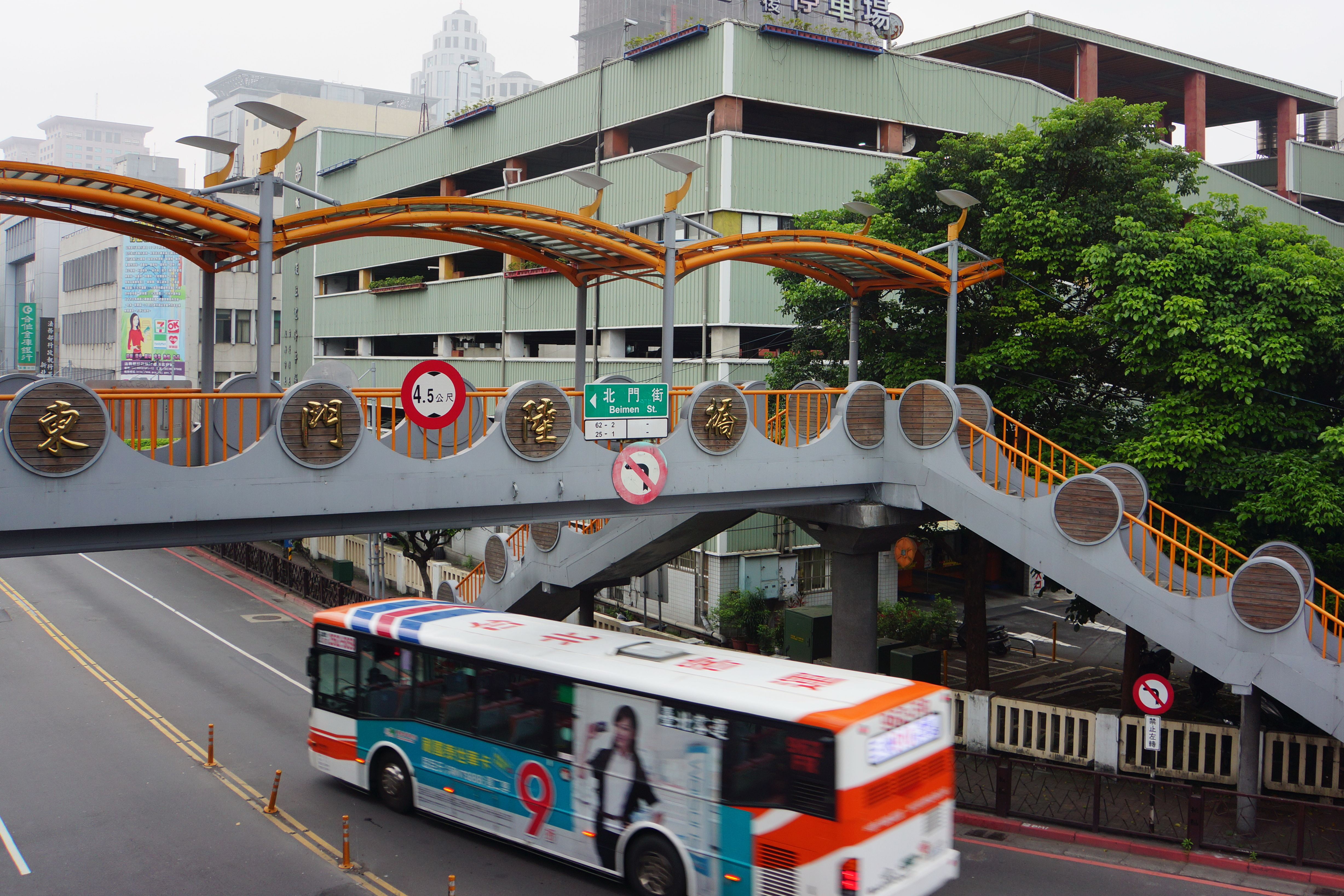
板橋小東門陸橋標記著昔日枋橋古城小東門的舊址

枋橋城（白話字：Pang-kiô Siâⁿ，臺羅：Pang-kiô Siânn），是臺灣清治時期的一座民修古城廓，由板橋林家為首的漳州籍仕紳與移民集資興建，又稱為枋橋古城、板橋古城，現已不存。2007年臺北縣政府實施板橋古城再造計劃重現城牆舊址，於舊址所在的人行道上每隔數尺鋪一塊篆體「古城界址」地磚，在路燈桿上樹立「板橋古城」標示，並於路邊與地下道入口等處立碑記述。

## 沿革

### 修建
清咸豐三年（1853年）由原籍漳州的板橋林家於宅第周遭私自籌款修建，作為防範漳泉械鬥、抵禦泉州人襲擾之用途，建城工事於咸豐五年（1855年）竣工。

### 概要
城牆高約5公尺，寬60公分，內側增建有高2公尺、寬1.8公尺的守備通道，附設「高銃樓」，供護城武師站哨守備。城牆周長380餘丈，約1300公尺，設有東、南、西、北、小東門等城門五座，每座城門各有十餘名護院武師守備，並有完備的巡更制度。城牆周圍有公館溝環繞古城，形成天然的護城河。枋橋城的修建歷史比臺北府城早30年，面積是臺北府城的四分之一。古城舊址約是今日板橋區府中商圈西門街、北門街、南門街與館前西路內圈的範圍。

### 拆除
古城於日治時期明治36年（1903年）因都市計畫與交通建設需要而遭到拆除。明治42年（1909年）為整頓市容及興建衛生設施，城牆遺構已全數拆除殆盡。

## 城門軼事
板橋府中商圈的街道「東門街」、「南門街」、「西門街」和「北門街」的街名源自古城的四座主要城門，第五座城門小東門則作為臺北府城小南門的門戶對口。